# Peperomia skottsbergii
Peperomia skottsbergii är en pepparväxtart som beskrevs av C. Dc. apud Skottsberg. Peperomia skottsbergii ingår i släktet peperomior, och familjen pepparväxter. Inga underarter finns listade i Catalogue of Life.